# 1820 Lohmann
Az 1820 Lohmann (ideiglenes jelöléssel 1949 PO) a Naprendszer kisbolygóövében található aszteroida. Karl Wilhelm Reinmuth fedezte fel 1949. augusztus 2-án.